# Карл Август (князь Вальдек-Пирмонта)
Карл Август Фридрих Вальдек-Пирмонтский (нем. Karl August Friedrich zu Waldeck-Pyrmont; 24 сентября 1704, Ганау — 29 августа 1763, Арользен) — князь Вальдек-Пирмонтский и командующий голландской армии в ходе Войны за австрийское наследство, фельдмаршал (20 марта 1746).

## Биография
Карл был вторым сыном князя Фридриха Антона Ульриха Вальдек-Пюрмонтского и графини Луизы Бишвейлерской.
Первоначально он служил во французском полку в Эльзасе, а затем поступил на прусскую службу в 1725 году. Он временно оставил службу в 1728 году и начал путешествовать, особенно по Италии. В 1728 году его отец и старший брат Кристиан Филипп умерли, и таким образом, он стал князем Вальдек-Пирмонтским.
В войне за польское наследство, он служил имперским фельдфебелем. Таким образом, он принял участие в кампании 1735 года на Рейне под командованием Евгения Савойского. В битве при Клаузене он сам повел в бой свои девять рот гренадеров и его войско одержало победу. В 1736 году он принял участие в походе на Венгрию. Впоследствии он участвовал в войнах против Османской империи. Был ранен при осаде крепости Рисса в 1737 году, и под Крозкой в 1739 году.
В его родном графстве Вальдек существовала традиция служить Голландии. Граф Вальдека Георг Фридрих уже возглавил голландскую армию во время Войны Аугсбургской лиги. Сам же Карл Август стал командующим голландской армией в ходе войны за австрийское наследство. Однако голландская армия под его командованием потерпела поражение в сражениях при Фонтенуа, Року и Лауффельде. После поражений в войне, он перестал быть командующим голландской армией.
В 1746 году Карл Август стал фельдмаршалом Священной Римской империи.
Внутри страны он пытался ограничить долговое бремя своей страны. Однако, он и его жена также перепроектировали и расширили жилой дворец Арольсена, в стиле рококо. В 1730 году он приказал построить в Зудеке княжеский охотничий домик из мрамора. Домик был снесён в 1790 году.
Карл выдавал охранные письма евреям, если они могли доказать, что имеют активы на сумму не менее 1000 талеров. Затем началась иммиграция евреев в княжество.
Во время Семилетней войны графство Вальдек пострадало от маршей и сражений. Замок Вальдек, был оккупирован французским гарнизоном, был осажден в течение двух лет и обстрелян в 1762 году.

## Семья
19 августа 1741 года в Цвейбрюккене Карл Август женился на кузине Кристиане Генриетте, дочерт пфальцграфа Цвейбрюккена Кристиана III.
У пары было семь детей:
- Карл (18 июля 1742 — 24 ноября 1756), умер в возрасте 14 лет.
- Фридрих Карл Август (25 октября 1743 — 24 сентября 1812), князь Вальдек-Пирмонта
- Кристиан (6 декабря 1744 — 25 августа 1798), португальский фельдмаршал
- Георг (6 мая 1747 — 9 сентября 1813), князь Вальдек-Пирмонта
- Каролина Луиза (14 августа 1748 — 18 августа 1782) с 1765 года замужем за Петерм Бироном, герцогом Курляндским
- Луиза (29 января 1751 — 17 ноября 1816), была замужем за Фридрихом Августом Нассау-Узингенским.
- Людвиг (16 декабря 1752 — 14 июня 1793), голландский генерал, погиб в бою. Женат не был. Детей не имел.